# Агама степова
Агама степова (Trapelus sanguinolentus) — вид ящірок родини агамових (Agamidae). Один із 12(13)  видів роду. Поширений переважно у Центральній Азії. Типовий мешканець пустель і напівпустель. Описано 2 підвиди.

## Опис
Ящірка середнього розміру, завдовжки (L.+ L.cd.) до 30 см. Самці трохи більші за самок. Довжина тіла від кінчика морди до клоаки (L.) дорослих самців може сягати 118 мм, самиць — 115 мм. Хвіст (L.cd.) довгий: відношення  L./L.cd. становить 0,50—0,72. Голова велика і порівняно висока, має серцеподібну форму і різко відмежована від шиї. Барабанна перетинка розташована на поверхні, так що є ясно виражений зовнішній слуховий прохід. Над вухом є 2—3 подовжених шипуватих лусочки. Пальці майже круглі. Четвертий палець на задніх кінцівках довше третього. Маса тіла до 45 г.

### Лускатий покрив
Тулуб зверху вкрито однорідною, ромбоподібною, ребристою лускою, яка накладається одна на одну. Бічна, грудна і черевна луска має тупі реберця, а горлова — гладенька або зі слаборозвиненими реберцями. Ребриста хвостова луска розташовується косими рядками, не утворює поперечних кілець. 

### Забарвлення
Основний фон забарвлення дорослих особин зверху сірого або жовтувато-сірого кольору, черево — біле. У молодих уздовж хребта проходить 1 рядок світло-сірих більш-менш овальних плям і по 2 рядки витягнутих у довжину плям того ж кольору з боків тулуба. Поміж плямами двох сусідніх рядів розташовані більші темно-коричневі або темно-сірі плями. На верхній стороні лап і на хвості помітні нерізкі темні поперечні смуги. З настанням статевої зрілості у самців темні плями майже зникають, а світло-сірі темнішають. У самиць зберігається ювенільний малюнок. Забарвлення тіла може змінюватися під впливом температури або в залежності від фізіологічного стану тварини, демонструючи при цьому статевий диморфізм. У самців при збудженні горло, боки тіла, черево і кінцівки стають темно-синіми або чорно-синіми, на спині з'являються кобальтово-сині плями, тоді як хвіст набуває яскраво-жовтого або помаранчево-жовтого забарвлення. За цих же умов загальний фон тулуба самки стає блакитним або зеленувато-жовтим, плями на спині — помаранчевими або іржаво-помаранчевими, а хвіст має таке ж забарвлення, як і у самців, але менш яскраву.

## Поширення
Мешкає в Східному Передкавказзі,Центральній Азії, Казахстані, Північному і Північно-Східному Ірані, Північному Афганістані, Північно-Західному Китаї. По долинах річок трапляється в передгір'я Тянь-Шаню та Паміро-Алаю, в околицях міста Ош в Киргизії і Чубек в Південно-Західному Таджикистані.

## Місця проживання
Населяє піщані, глинясті і кам'янисті пустелі та напівпустелі, віддаючи перевагу ділянкам з чагарниковою або напівдеревною рослинністю, а також пологі кам'янисті схили в передгір'ях на висоті до 1200 м над рівнем моря, околиці слабко закріплених пісків, береги річок і тугаї. Не уникає близькості людини, поселяючись по околицях населених пунктів і по узбіччях доріг. 

## Спосіб життя

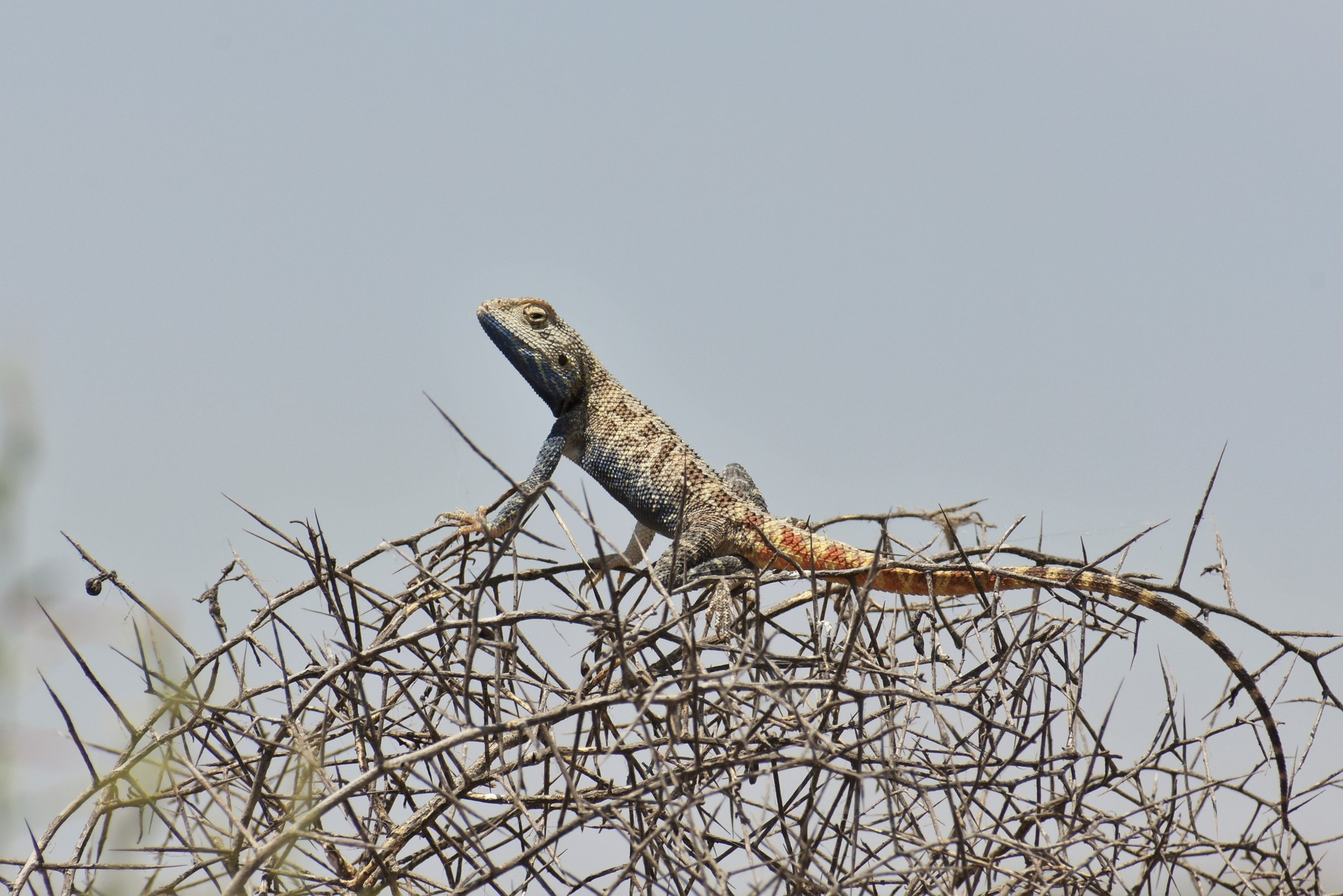
Агама степова на верхівці саксаулу

Веде денний спосіб життя. Ховається в норах піщанок, ховрахів, тушканчиків, їжаків, черепах, порожнечах під камінням і тріщинах в ґрунті. У жарку пору дня агами часто піднімаються на гілки чагарників, оберігаючи себе таким чином від перегріву на розпеченому сонцем ґрунті. Звідси ж статевозрілі самці пильнують свою індивідуальну ділянку, захищаючи його від вторгнення конкурентів. 
Після зимівлі в різних частинах ареалу і залежно від кліматичних умов року з'являються наприкінці лютого — на початку квітня. 
Живиться комахами, павуками, багатоніжками і незначною мірою — рослинною їжею.
Агама степова належить до яйцекладних плазунів. Розмножуватися починає після другої зимівлі у віці близько 2 років. Парування триває з початку квітня по травень. Перше відкладання яєць відбувається вже наприкінці квітня — на початку травня. Залежно від віку самка відкладає 4—18 яєць розміром 9—13 × 18—21 мм за сезон, можливі 2—3 кладки. Яйця відкладаються у нору чи у конусоподібну ямку, яку викопала самка. Молоді агами розміром 80—100 мм (з хвостом) з'являються з другої половини червня до пізньої осені. 

## Охорона
На більшій частині ареалу стан природних популяцій виду залишається більш-менш стабільним. Саме тому він, згідно Червоного списку МСОП, отримав охоронну категорію «відносно благополучний вид».  Агама степова охороняється національним природоохоронним законодавством у Китаї. Ящірка мешкає на багатьох природно-заповідних територіях у межах ареалу.

## Практичне значення
Цей вид є об'єктом торгівлі домашніми тваринами, особливо в Китаї.

## Систематика
Один із 12(13) видів роду рівнинних агам (Trapelus).
Станом на 2025 рік описано 2 підвиди:
- Trapelus sanguinolentus sanguinolentus;
- Trapelus sanguinolentus aralensis.